# Estêvão Uresis I
Estêvão Uresis I (em grego medieval: Στέφανος Οὔρεσις ; romaniz.: Stéphanos Ouresis I; em sérvio: Стефан Урош I; romaniz.: Stefan Uroš I) foi rei da Sérvia de 1243 a 1276, soberano da dinastia Nemânica. Foi o quarto e o mais jovem filho de Estêvão Nêmania e de Ana Dândolo.